# ACM (ミサイル)
AGM-129 ACMは、アメリカ空軍で運用されている巡航ミサイルの一つ。名称末尾のACMは「Advanced Cruise Missile」の略であり、直訳すると発展型巡航ミサイルである。爆撃機より空中発射される核兵器を搭載可能なミサイルである。

## 開発経緯
AGM-129 ACM（以下AGM-129）は、AGM-86 ALCMの後継の核弾頭搭載空中発射巡航ミサイルとして、1982年より開発が開始された。現用の核弾頭ミサイルであるが、通常弾頭装備のものも存在する。
AGM-129にはAGM-86 ALCMより長射程かつ高精度の誘導が行え、レーダー反射断面積と赤外線の放出を大幅に減少させることが要求された。1984年3月にはAGM-129の開発名称が付与され、1985年7月に最初の飛翔試験が行われている。
実戦配備は1991年（開発の開始年月日は未公表）。弾頭にはAGM-86 ALCMと同じくW80-1 熱核弾頭を使用している。

## 各型

### AGM-129A
最初にアメリカ空軍への引渡しが開始（1990年6月）されたACMの基本形で、1991年から作戦体制に入っている。弾頭はW80-1 熱核弾頭（5-150Kt核出力調節可能）。2012年退役。

### AGM-129B
本体構造を見直し、ソフトウェアに変更を加え、新型核弾頭を搭載した型。1990年に発表があったものの続報が無く、globalsecurityでは、開発に問題が生じたと見ている。

### AGM-129C CACM
弾頭を貫通型通常弾頭にしたのがAGM-129Cで、CACM（通常弾頭発達型巡航ミサイル）と呼ばれる。また、誘導装置にディファレンシャルGPSを加え、信頼性を向上している。AGM-129Aから20-30発が改造された。

## 構造
基本的に円筒形の断面を有するが、下部のみ平面となっている。また、先端は平面構造の組み合わせで構成されており、これは、F-117のようにステルス性を高めるための措置と思われる。本体中央部やや後ろに展開式の翼があり、展開すると26度の前進翼になる。尾部には左右二枚の水平尾翼と下面に垂直尾翼が付いており、誘導に使われる。これらも投下後展開される。これらの翼類はステルス性を高めるため進行方向にすべて同じ角度（26°）で構成されている。
推進装置はF112-WR-100ターボファンエンジンで、空気取り入れ口はステルス性を高めるために本体下部にオフセットされている。また、エンジンの排気熱は垂直尾翼後部から放出されるが、このとき冷たい大気と混ぜ合わせることで排気温度を下げ、熱による探知を極力下げるように設計されている。また、本体にはレーダー波吸収剤がコーティングされ、赤外線の放出を抑えるつや消しの濃黒緑色に塗装されている。また、搭載されている電波高度計は発見を避けるため輻射の少ないものを使用している。

## 実核弾頭搭載事故
2007年8月30日に許可されていない実核弾頭装備のACMをB-52H爆撃機に搭載する事故が起こった。これは、B-52にACM 12発を訓練搭載したが、うち6発に搭載許可されていない実核弾頭が装備されていた。ACM搭載B-52はマイノット空軍基地からバークスデイル空軍基地へと飛行している。これにより、実核弾頭が36時間に渡り行方不明となっていた。

## その他

### 仕様
AGM-129は、現用アメリカ空軍の核弾頭搭載巡航ミサイルであるため、その情報は限られており、誘導システムなどの詳細な部分も謎に包まれているが、名前から巡航ミサイルであることがわかるため、慣性航法装置と地形照合システム（TERCOM）にGPSが使用されている可能性が高いと思われる。

### 配備状況
アメリカ空軍は、当初2,500基のAGM-129を導入する予定だったが、冷戦の終結によって1993年に460基で生産を終了した。
2002年のモスクワ条約締結に伴う核戦力の削減が行われており、廃棄する弾頭としてW80が対象となった。W80 核弾頭は巡航ミサイル用の核弾頭であり、これに伴い2007年3月にアメリカ空軍はW80核弾頭を搭載できるAGM-129を400基退役させると発表、2008年より減勢し、2012年に退役した。また、保有数のうち120発ほどが通常弾頭装備型（CACM）であると言われている。

### 搭載数
- B-52H 12発（すべて主翼下パイロンに6発ずつ搭載）
- B-1B 4発（機内）、12発（外部パイロン） - 現在は条約により核兵器搭載能力を削除
- B-2 16発（機内）